# Szleng
A szleng (angolul: slang) olyan csoportnyelv (szociolektus), mely kis létszámú, sok időt együtt töltő, azonos foglalkozású vagy érdeklődési körű csoportokban születik, és fontos társas szerepet tölt be ezekben a közösségekben: erősíti az összetartozás érzését, és elkülöníti az adott közösséget a többitől. (Az a felfogás, mely szerint szleng a modern nagyvárosok – elsősorban fiatalok által beszélt – alacsony szintű népnyelve, melynek szókincse jelentős részben a tolvajnyelvből származik, még manapság is elég elterjedt vélekedés, bár a modern szlengkutatásban már meghaladottnak számít.)

## Értelmezése, meghatározása

### Hagyományos nyelvészeti értelmezése
A nyelvészetben jobbára azokat a kérészéletű új szavakat vagy régi szavaknak azokat az új jelentésváltozatait szokták szlengnek nevezni, amelyeket beszélők a hétköznapi élőbeszédben a tréfás hangulat keltése, a kifejezés színességének fokozása, az újszerűvel való játék öröme vagy a nyomaték kedvéért használnak. Ez a felfogás a szlenget pusztán szókincsnek tekinti, olyan nyelvi részrendszernek, amelynek használatához szükség van egy bázisnyelvre is.

### Társasnyelvészeti értelmezése
A modern szlengkutatás úgy véli, hogy a szleng elsősorban nem szókincs, hanem egyfajta nyelvi viselkedés, a nagyobb közösségeken belül létrejövő kiscsoportok (koalíciók) identitását jelző beszédmód, az ember társas tulajdonságaiból magyarázható nyelvi univerzálé, amely minden nyelvben és a nyelveknek minden korszakában megtalálható. Létrejöttének talán legfontosabb feltétele egy olyan közösség, amelynek tagjai intenzív emocionális és beszédkapcsolatban állnak egymással. A szleng létezése ezekben a kiscsoportokban nyer értelmet: egyrészt nyelvi eszközei révén megkülönbözteti a csoporthoz tartozókat a csoportba nem tartozóktól, másrészt pedig a kiscsoport és annak tagjai számára egyféle verbális lázadást jelent az őket körül vevő hierarchia ellen, így használata az ego védelmét és a csoportnyomás alóli felszabadulást szolgálja. Elsődleges és legfontosabb nyelvi funkciója (mint eredetileg magáé az általában vett emberi nyelvé is) a fatikus (kapcsolatfenntartó, -megerősítő) és identitásjelző funkció a nagyobb közösségen belüli kiscsoportokban.

### Meghatározásának nehézségei
„A szleng azon jelenségek egyike, melyeket mindenki felismer, de senki nem tud meghatározni” – hirdeti a szleng meghatározhatatlanságának mítoszát Paul Robertsnek a szlengkutatásban közhellyé vált szállóigéje. A szlenget természeténél fogva valóban lehetetlen rövid, egymondatos definícióval meghatározni, ezért a nyelvészeti irodalomban több tucatnyi egymástól merőben eltérő meghatározást találunk rá. Vannak, akik a szlenget olyan nyelvnek tekintik, melyet főleg az alvilág használ (a szleng mint tolvajnyelv); vannak, akik szerint a szleng a barátok közti nagyon fesztelen, bizalmas nyelvhasználat; vannak, akik a szlenget az ifjúsági nyelvvel azonosítják; vannak, akik a szlengben a „nép költészetét” látják; és vannak, akik számára a szlengszavak kreatív beszélők rövidéletű, változékony produktumai. Továbbá a szlengdefiníciók egy része bizonyos többé-kevésbé zárt csoportok nyelvével azonosítja a szlenget, más része pedig olyan nyelvnek tartja azt, amelyet az egyén a csoportba való tartozás kifejezése céljából használ.
B. K. Dumas és J. Lighter szerint egy kifejezés akkor igazi szleng, ha az alábbi kritériumok közül legalább kettőnek megfelel:
1. Jelenléte szembetűnően csökkenti – legalábbis pillanatnyilag – a formális vagy komoly beszéd vagy írásmű méltóságteljességét.
2. Használata arra utal, hogy használója vagy a megjelölt tartalmat ismeri, vagy az emberek azon alacsonyabb társadalmi helyzetű vagy kisebb felelősséggel bíró osztályát, akik e kifejezés sajátos ismerői és használói.
3. A mindennapos társalgásban magasabb társadalmi helyzetű vagy nagyobb felelősséget viselő személyek között tabukifejezésnek számít.
4. A jól ismert konvencionális szinonima helyett használják, elsősorban azért, hogy (a) megvédjék a használót a konvencionális kifejezés használata által okozott kényelmetlen érzéstől, vagy hogy (b) megvédjék a használót a további részletezés kényelmetlenségétől vagy fáradalmaitól.[4]

Ezek a meghatározási kísérletek egyenként véve mind csak részigazságokra mutatnak rá, ugyanis a szleng sokkal összetettebb jelenség annál, minthogy egyetlen tulajdonsággal meghatározható legyen: a szleng meghatározásához számos tényezőt együttesen kell figyelembe venni.

### Egy lehetséges meghatározása
A szleng a közösségen belül létrejövő (esetleg azok mellett vagy azok ellen, azokkal szemben szerveződő) kiscsoportok (koalíciók) identitását jelző beszédmód, amelynek elsődleges és (mint az emberi nyelvnek általában) eredeti funkciója a nyelvi megbélyegzés, azaz a csoporthoz nem tartozók nyelvi eszközökkel való megkülönböztetése a csoportba tartozóktól. Nyelvi eszközei (például hangrendszere vagy szóalkotása) általában nem térnek el a többségi csoport nyelvhasználatának eszközeitől, viszont a szlengben beszélés (a szleng mint beszédmód, valamint a szleng kifejezései, szövegfajtái, stílusa) együtt jár egyfajta (gyakran fanyar, cinikus) humorral, tréfával és az e mögött húzódó, ezt alátámasztó könnyed, esetleg nyegle viselkedésmóddal és világszemlélettel, ami a kisebbségi csoportnak (koalíciónak, szubkultúrának, ellentársadalomnak) a többségi csoporttal való szembenállását tükrözi, a tőle való különbözését akarja jelezni. Ebből következően a szlengben beszélő a világot egyfajta erős érzelmi szűrőn keresztül szemléli. Ez az erős érzelmi viszonyulás a szlengben a szavak és kifejezések érzelmi színezetében nyilvánul meg.
A többségi csoport nyelvével összevetve a szleng szókincse általában lenéző, lekicsinylő stílusárnyalatot hordoz, ami abból következik, hogy a szlengben beszélő a megnevezett dolgokat, jelenségeket, cselekvéseket erős kritikával (elsősorban negatívan) szemléli, és ezt – leggyakrabban familiáris, esetleg tréfás, humoros vagy éppenséggel durva, sértő formában – ki is fejezi. Ebből a szembeállító attitűdből következik, hogy a szleng és használója gyakran normaszegő. Egyrészt megsérti a többségi nyelvváltozat, nyelvhasználat normáit:
- „hibás” szavakat, szokatlan alakulatokat hoz létre,
- szándékosan használ úgynevezett „nyelvhelyességi hiba”-ként elkönyvelt formákat,

másrészt pedig a többségi csoport viselkedési, világnézeti normáit, szokásait szegi meg:
- tabufogalmakat használ,
- nevén nevezi a dolgokat,
- profanizálja a fennköltet,
- a szókincs bővítése céljából szívesen fordul olyan társadalmi csoportok (a társadalom peremén élők, lecsúszottak, bűnözők) nyelvéhez, amelyeket a többségi társadalom megvet, amelyekkel az nem kíván (szoros) kapcsolatot fenntartani. (Ez magyarázza azt a jelenséget, hogy az európai szlengekben jelentős mennyiségben találni zsidó (héber-jiddis) és cigány nyelvi elemeket.)

A szleng szókincse a szlenget használó közösség nyelvi tükre, nyelvi anyaga az adott kiscsoport tagjai számára a csoport jellegéből következően fontos reáliák megnevezésére és még inkább újranevezésére (relexifikációjára) szolgál, azaz a már elnevezett dolgokat újabb és újabb nevekkel látja el minden látható „praktikus” ok nélkül. „Szótúltermelésének” következtében a szlengben egy-egy fogalom megnevezésére szinonimasorok jönnek létre (hiperszinonimitás), és a szleng szókincse aránylag változékony lesz. A megszülető szlengkifejezésekben jól megfigyelhető a nyelvi elemek „energiájának feltranszformálása”. Ez a jelenség magyarázza, hogy vannak, akik a szlenget és a szépírói nyelvet rendkívül közelállónak érzik.

## Keletkezése és használata

### Keletkezésének társasnyelvészeti magyarázata
A szleng eredetének társasnyelvészeti (szociolingvisztikai) magyarázata abból indul ki, hogy a szleng nyelvi és kulturális régióktól függetlenül létező nyelvi univerzálé, amely egyidős az emberi nyelvvel, ezért eredetének magyarázata csak az emberi nyelv kialakulásának magyarázatával együtt lehetséges. Létrejöttét a csoportevolúció során kialakult Homo sapiens társas tulajdonságai magyarázzák meg.
A kőkorszakra kialakult modern Homo sapiens maximum 140-150 fős csoportokban élt, e csoportok voltak az emberi evolúció – esetünkben a nyelv kialakulásának – színterei. Ezek a szociológiai értelemben véve kiscsoportnak tekinthető 140-150 fős közösségek azonban sohasem alkothattak homogén egységet az egyének szempontjából. Robin Dunbar a szociális agy hipotézise kapcsán hangsúlyozza, hogy valószínűleg „kognitív korlátok limitálják azoknak az egyéneknek a számát, akikkel bizonyos intenzitású kapcsolatot vagyunk képesek ápolni. Régóta ismert tény például, hogy azoknak az egyéneknek a száma, akikhez különösen szoros kötődésünk lehet, mindössze 12-15 lehet, és ezen belül lehet egy körülbelül 5 fős belső kör, amelynek tagjaival még erősebb a kapcsolatunk. Ezenkívül számos jel utal arra, hogy kapcsolatrendszerünk többrétegű lehet, a rétegek határai 35, illetve 80-100 körül mozognak, és a számok növekedésével párhuzamosan csökken az érzelmi intenzitás és közelség. Ez olyan, mintha mindegyikünk egyre nagyobb, 5, 15, 35, 80 és 150 fős körök középpontjában helyezkedne el.”
A szleng ebben a rétegzett társas hálózatban azokkal a nyelvhasználati formákkal azonosítható, amelyek a nagyobb közösségen belüli szűkebb, érzelmileg erősen kötődő, egymáshoz nagyon közel álló tagokat magukba foglaló csoportokban (koalíciókban) használatosak. Ezek a kiscsoportok jelentős részben épp a saját maguk által kialakított nyelv segítségével individualizálódnak, a közös nyelv tudata a csoporttudat részét képezi. A szleng ebben a csoportazonosító szerepben természetesen nem tér el a koalíció fölötti csoport közös nyelvétől vagy más nyelvváltozataitól, hiszen azok is ugyanolyan funkciókat látnak el az őket használó nagyobb csoportokban, mint az egyes szlengek a maguk szűkebb koalíciójában. A szlengek ugyanis alapvetően nem mások, mint a fölébük rétegződő közös nyelv, sőt vélhetőleg – legalábbis nyelvi eszközeiket, szókészletüket tekintve – a közös nyelvhez képest csak részrendszerek, amelyek viszonylag kis mennyiségű, de jelzett, a koalícióra utaló, emocionálisan feltöltött elemet tartalmaznak.

### Használatának okai
A szleng használatának nincs – mint ahogy egyébként a nyelv használatának sincs – önmagáért való oka. A szleng elsősorban nem nyelvi jelenség, hanem a nagyobb közösségtől (kisebb vagy nagyobb mértékben) elkülönülő kisebb csoportok, koalíciók létének nyelvi megfelelője, jelzése. Mint ahogy egy-egy közösség öltözködési, tetoválási, zenehallgatási, metakommunikációs szokásai, úgy szlengje sem értelmezhető önmagában, csak a közösség teljes etogramjának (viselkedési mintázatának) ismeretében.
Attól függően, hogy a szlenghasználó koalíció és nyelve mennyire élesen áll szemben (szemben áll-e egyáltalán) a nagyközösséggel, a többség oldaláról nézve a szleng akár ellennyelvnek is minősülhet, a koalíció számára pedig a velük szemben álló nagy csoport elleni védekezés egyik eszköze lehet. A szleng ellennyelvvé válását az teszi természetes folyamattá, hogy a szleng megszületése mintegy nyelvi következménye annak a kiscsoportképződést kiváltó oknak, hogy a létrejövő koalíció tagjai szabadulni akarnak a fölöttük álló nagy csoport nyomásától. A koalíciók pozitív szerepe éppen az, hogy felszabadítják az egyént a csoportnyomás alól. A szleng tulajdonképpen a csoport és az egyén verbális lázadása a hierarchia ellen és igazságtevés humorral. Ez a verbális lázadás, azaz maga a szleng azért rendkívül sikeres, mert segít a feszültségek levezetésében, ám önmagában még nem veszélyezteti a nagycsoportot, tehát nem rombolja le a kiscsoport és tagjai számára is életteret biztosító közösséget.
A szleng ilyen formán egyúttal önterápia is, az ego védelme az elnyomó közösség ellen. Robert L. Chapman így ír erről: „az ego sérült volta az ember leggyakoribb nem anatómiai jellegű problémája. A szleng akár gyógyír is lehet erre, önirányított terápia, mely egyidős az első beszélni tudó családdal. A család (akárcsak a társadalom) a hatalom és a jog hierarchiáját tartja fenn, mely ellen a gyermek egészséges, fejlődő énjének szüksége van kompenzálásra gyengesége és bűnössége miatt. A szleng mint gyógyír tagadja a gyengeséget, illetve kérkedik a bűnösséggel. Ebből a nézőpontból nyugodtan állíthatjuk, hogy a terapeutikus, gyógyító szleng szükséges az én fejlődéséhez, s hogy a társadalom nem működne szleng nélkül. Különös, hogy egy olyan nyelvi jelenség, mely ennyire tünékeny és frivol, mint általában a szleng, egyúttal ennyire mély és létfontosságú lehet az emberi fejlődés és rend szempontjából. (…) Ebből az nézőpontból a szleng hasonló a profanitáshoz, és talán azonos is vele. A profanitáshoz hasonlóan a szleng is a pusztító fizikai tett helyettesítője.”
A szlengnek ez a személyiségvédő funkciója erős hasonlóságot mutat bizonyos ősi, a közösségi hierarchiát ideiglenesen megszüntető ünnepekkel. Kis Tamás ezeket az ünnepeket Bahtyin terminusát kitágítva karnevál-nak nevezi. Úgy véli, hogy a szleng a karnevál legfontosabb tulajdonságait menti át verbális formában a hétköznapokba, ugyanis mind a karnevál, mind a szleng az embernek azon a tulajdonságán alapul, hogy az egyén nem élhet állandóan a csoport nyomása alatt. A szoros közösséghez tartozás jó dolog, biztonságot nyújt, ám olykor-olykor ki kell törni belőle. Ezt a szükségletet elégíthették ki azok a rítusok, amelyeknek szabályozott szertartása biztosította, hogy a lázadás okozta robbanás ne váljon határtalanná, és ne vesse szét végképp a csoportot, de a csoport tagjai mégis megélhessék a totális szabadságot. A szabadság megélésének legfontosabb eszköze a – Bahtyin szavaival – ünnepi, össznépi és ambivalens karneváli nevetés volt.
A szleng ezt az örömteli, ujjongva örvendező, de csúfolódó és gúnyolódó, egyszerre tagadó és állító, egyszerre temető és új életre keltő karneváli nevetést őrzi a hétköznapi, nem ünnepi időszakokban is. Ez az oka annak, hogy a szleng oly sok érzelmileg telített, és mindezzel együtt humoros, tréfás kifejezést tartalmaz. Ezek a kifejezések nagyon gyakran a karnevál esztétikai szemléletét, a groteszk realizmust mutatják, amelynek legfontosabb ismérve a lefokozás, vagyis a magasztos, szellemi, eszményi, elvont dolgok átfordítása a tiszta anyagiság, az evilágiság és a vele eltéphetetlenül összenőtt testiség síkjára. Ez a lefokozó és materializáló világnézet magyarázza azt, hogy a szleng kifejezései erőteljesen az alsó, anyagi-testi régiókhoz kapcsolódnak.

### Használatának és kialakulásának nem társasnyelvészeti magyarázatai
A szlenget egészen napjainkig jóval szűkebben értelmezték, mint ahogy ezt a társasnyelvészet teszi. Éppen ezért a szleng használatának és kialakulásának okait is eltérően magyarázták. Ezek a magyarázatok alapvetően nem mondanak ellent a társasnyelvészeti magyarázatnak, csak annál (térben és időben) jóval szűkebb keretek között (lényegében csak az utóbbi egy-másfél évszázadra érvényesen) értelmezik a szlenget.

#### Szociológiai megközelítése
Meglehetősen elterjedt az a vélekedés, amely szerint a szleng a maga gazdagságában akkor jelent meg először, amikor sokféle nép találkozott a régi vásárvárosok kulturális keresztútján, majd a még sokszínűbb, a mesterségek kölcsönös függőségén alapuló középkori városokban virágzott fel. Hasonló okokból a 19. században a szleng a modern városi élet részévé vált, illetve – ma még inkább – a modern társadalom részévé. A szleng természete révén a sokarcú társadalom szerveződéséből jön létre és a maga módján elősegíti a társadalmi struktúrák és az egyes társadalmi csoportok közötti erőviszonyok fennmaradását és változását. E szerint a felfogás szerint a szleng a pluralisztikus, összetett, dinamikus és a kölcsönös függőségi viszonyokon alapuló modern társadalom szükségszerű és elkerülhetetlen kulturális terméke, a nyelv különálló szintje, amely a homogén vidéki társadalomból a heterogén városi társadalomba való nagy átalakulás során keletkezett.

#### Szociálpszichológiai megközelítése
A szleng születésével és működésével kapcsolatosan rendkívül elterjedt vélemény, hogy a szleng elsősorban (szociál)pszichológiai és nem nyelvészeti probléma. A szleng kialakulásának oka e szerint a felfogás szerint az, hogy az egy közösségben élő emberek hajlamosak egy a közösség tulajdonságait felmutató nyelv létrehozására. Ennek oka lehet az összetartozás érzékeltetésének vagy a kívülállók kirekesztésének, a csoportba való bejutásuk megnehezítésének szándéka, a titkosság vagy a közös ismeretek kihasználása, a kommunikáció gazdaságossága. A szociálpszichológia szerint egy csoport társas környezete szükségszerűen valamilyen csoportszleng kialakulásához vezet, ugyanis a nyelvhasználat olyan eszköz, amely segíti az elkülönülő csoport „én-tudatának” (szociális identitásának) meghatározását és megerősítését. Ebből következően a csoport szlengjének megtanulása kiválóan mutatja, hogy egy személy az illető csoport megfelelően szocializált tagjává vált.
A szlenghasználat okaként a szociálpszichológiától függetlenül is elsősorban lélektani indítékokat szoktak felsorolni. Eric Partridge szerint a következő okok – külön-külön vagy két-három közülük együttesen – megmagyarázzák a szleng használatának legtöbb esetét:
- A kedély túláradásaként és a puszta életöröm avagy a pillanatnyi lelkesültség okán: „csak úgy poénból”, játékosan vagy tréfából.
- A szellemesség, elmésség és humor tudatos gyakorlásaként, illetve teljesen vagy főként ezek spontán kifejeződéseként.
- Megmutatni és talán bizonyítani, hogy „mások” vagyunk; újszerűnek lenni.
- Szemléletesnek lenni, pozitívan és kreatívan, illetve negatívan – a színtelenség elkerülésére irányuló természetes vágy által hajtva.
- A figyelmet lekötni, sőt meghökkentő vagy megdöbbentő hatást elérni.
- Megszabadulni a sablonoktól – olyan törekvés ez, amely rendszerint a létező szavakkal és kifejezésekkel szembeni türelmetlenségből fakad.
- Tömörnek, velősnek és összefogottnak lenni.
- Gazdagítani a nyelvet. Ez a fajta szándékolt eredetiség csak a tanult emberek között dívik. Az ilyesmi inkább irodalmi vagy legalábbis műveltségi jellegű, mint spontán.
- Konkrétummal tölteni fel az elvontat, valószerűséggel és földközeliséggel az idealisztikusat, megfoghatósággal és közelséggel a távolit. (Míg a műveletlenek és tanulatlanok körében az ilyen szellemi tevékenység rendszerint tudatalatti, addig a művelt és tanult embereknél ez általában előre megfontolt.)
- Enyhíteni vagy éppenséggel egyértelművé tenni valaminek a visszautasítását vagy (ritkábban) formális megtagadását.
- Csökkenteni vagy inkább eloszlatni egy társalgás, értekezlet, esszé vagy cikk ünnepélyességét vagy fellengzősségét.
- Enyhíteni a halál vagy az őrület rideg tényét, tompítani tragikumát, elkendőzni a hálátlanság és árulás csúfságát, s ezáltal lehetővé tenni a beszélőnek és hallgatóságának a fájdalom elviselését és a további normális életvitelt.
- Szórakoztatni és mulattatni a magas közönséget, illetve leereszkedni szóban vagy írásban azokhoz, akiket alacsonyabb rangú közönségnek tartunk, vagy egyszerűen csak az egyenrangú közönséghez szólni vagy írni.
- Megkönnyíteni a társadalmi kommunikációt (ezt az indítékot nem szabad összekeverni, még kevésbé egybemosni az előzővel).
- Megteremteni vagy ápolni valamely mély és tartós barátságot vagy közelséget.
- Sugalmazni vagy esetleg bizonyítani, hogy egy bizonyos iskola vagy egyetem, szakma vagy foglalkozás, társadalmi osztály, művészeti, irodalmi vagy zenei csoport, kulturális közösség vagy réteg tagjai közé tartozunk vagy tartoztunk. (Ezt kapcsolatteremtés céljából is lehet tenni.)
- Éppen ellenkezőleg: azt sugalmazni vagy esetleg bizonyítani, hogy valaki más nem tartozik valahova.
- Elkerülni, hogy társaink vagy a kívülállók megértsék, amit mondunk. (Gyerekek, szerelmesek, bűnözők, majdnem-bűnözők és börtönbe zárt ártatlanok a fő letéteményesei a titkosság céljával használt szlengnek. Amikor egy ilyen sajátos nyelvet alvilági személyek használnak, akkor a neve tolvajnyelv.)[17]

## Megítélése

### Megítélése a nyelvészetben
A nyelvészet különböző irányzatai általában meglehetősen kis jelentőséget tulajdonítanak a szlengnek, és ezért nem is igen foglalkoznak vele. A szleng mint a nemzeti nyelv szempontjából periferiálisnak hitt nyelvi jelenség hosszú ideig nem keltette fel a magyar nyelvészek érdeklődését sem, legfeljebb szókincsének színessége, humora vonzotta valamelyest a kutatókat, más oldalról pedig a magyar nyelv épségének megóvása érdekében harcoló nyelvvédők foglalkoztak ezzel az igen veszélyesnek tekintett, kifejezetten károsnak ítélt „nyelvi torzszülöttel”. Ez a Magyarországon hosszú ideig uralkodó preskriptív (előíró, nyelvművelő) szemlélet, amely szerint a nyelvváltozatok különböző értékűek, erkölcsi vagy esztétikai szempontból ítélte meg a nyelv szavait, a szlengkutatók hiába hangoztatták, hogy a nyelvi jelenségek nem tartoznak se az erkölcs, se az esztétikum kategóriájába, ahogy egy tudományos vizsgálatban egy fizikai törvényt sem lehet erkölcsösnek vagy erkölcstelennek, szépnek vagy csúnyának nevezni.
Az angolszász nyelvterületen az egyértelmű elítélés helyett inkább egyféle kettősség jellemezte a kutatókat, aki megkülönböztették a rossz szlenget és a jó szlenget. Egy New York-i kritikus velős véleménye a következő: a jó szleng „tisztán, tömören, hatásosan fejezi ki azt, amit a sztenderd nyelvhasználat homályosan, terjengősen, vagy erőtlenül”, míg egy másik névtelen amerikai így fogalmaz: „A jó szleng ismertetőjegye…, hogy valódi jelentése van. A rossz szlengnek nincsen jelentése; csupán egy hangsor, amely mivel könnyedén kiszalad a szánkon, az olvasó öntudatlanul működő képzeletére hagyatkozik. … A jó szleng kifejező, és néha közel áll ahhoz, hogy költői legyen.”
A magyar nyelvészetben az 1990-es évekig tartotta magát az a meglehetősen elterjedt vélemény, amelynek lényege úgy foglalható össze, hogy a szleng: nyelvi deviancia, a szlengkutatás: nyelvészi deviancia. Napjainkra a szleng „hátrányos megkülönböztetése” eltűnőben van, így aztán egyre többen kezdik felismerni a nyelv életében betöltött valódi szerepét. A szleng ugyanis mind nyelvi, mind nyelvészeti szempontból kiváló kutatási terep, amellyel nemcsak színes, humoros kifejezései miatt érdemes foglalkozni – egyfajta nyelvmegújító, -frissítő funkcióját vizsgálva –, hanem e terület olyan nyelvtörténeti, nyelvfejlődési „kísérleti laboratórium”-nak is felfogható, amely a nyelv és a közösség, a nyelv és az egyén kapcsolatára rendkívül érzékenyen reagál.
A szlenggel foglalkozó szociolingvisztika egyenesen úgy véli, hogy a szleng az egyik legfontosabb az embernek mint társas lénynek a nyelvi eszközei, verbális kommunikációs módjai közül, ugyanis a szleng annyira tisztán, jól láthatón és töményen őrzi az emberi nyelv eredeti funkcióit, hogy erről az oldaláról nézve a szlenget nyelvesszenciának tekinthetjük. A szociolingvisztika megállapításai szerint a szleng „nem valami fakultatív dolog a nyelvben, nem daganat, amely a nyelvi szervezet egészsége és szépsége érdekében eltávolítandó onnan, hanem éppen ellenkezőleg, a nyelv sajátos struktúraalkotó tényezője”

### Megítélése a nem-nyelvészek körében
A beszélők általában ambivalensek a szlenggel kapcsolatosan. Némelyek szerint a szleng „az emberszabású disznó röfögésé”-vel egyenlő. Mások viszont pozitívabban szemlélik; szerintük „a proletariátus költészete”. Gyakran tapasztalható, hogy azok, akik elítélik a szlenget, a szívük mélyén mégis vonzódnak hozzá. A helyzet attól válik bonyolulttá, hogy a beszélők jelentős része szívesen meghallgatja ezeket a kifejezéseket, de nem szívesen hallja vissza őket a gyerekeitől vagy másoktól.

### Elítélésének „eredeti” (evolúciós) okai
A nyelvészek és a nem-nyelvészek szlenggel szemben tanúsított legalábbis kettős, de jelentős részben inkább elítélő hozzáállásának okait a nyelv (és vele együtt a szleng) kialakulásának okaiban lehet megtalálni. Épp ezért nem a mai nyelvi és társas viszonyainkat kell figyelembe venni ennek megértéséhez, hanem azokat a több tízezer évvel ezelőtti, kőkorszaki emberi közösségeket (mint erről fentebb „A szleng keletkezésének társasnyelvészeti magyarázata” alcím alatt már volt szó), amelyekben a mai értelemben vett emberi nyelv kialakult. A szlengnek a csoporton belüli koalíciók identitást jelző és szolgáló nyelvváltozatként való felfogása révén válnak ugyanis legegyszerűbben megmagyarázhatóvá azok az okok, amelyek miatt egy-egy nyelvközösség (és gyakran maguk a szlengbeszélők is) oly markánsan elítélik a szlenget.
A jelenség lényege az, hogy a mindenkori csoportnak alapvető érdeke, hogy a közösségen belül lehetőleg ne legyenek kisebb-nagyobb klikkek, elkülönülő kiscsoportok, mert ezek a saját érdekük érvényesítésével az egész közösség (de legalábbis a közösségi hatalmat gyakorló koalíció) érdekeit veszélyeztethetik. A széthúzás a csoport felbomlásának lehetőségét veti fel, ez pedig a kőkorszaki viszonyok között a csoporttagok pusztulásával egyenlő. Épp ezért a nagycsoport, illetve annak vezető, hangadó koalíciója igyekszik a kiscsoportokat megszüntetni, elszigetelni, a közösséget homogenizálni, szinkronizálni (közös rítusokkal, közös hiedelmekkel, a közös nyelv tudatával stb.). Ennek a homogenizációnak egyik módja a belső csoportok megszégyenítése, lejáratása. Ez együttjár a rájuk jellemző beszédmód (szlengjük) megbélyegzésével, hiszen az egymást akár a többi csoporttaggal szemben is támogató, érzelmileg is rendkívül szorosan kötődő koalíciók szlengjét mind a tágabb körben fölöttük elhelyezkedő csoport(ok), mind maga a megbélyegzett koalíció az érintett kiscsoporttal azonosítja.
A helyzetet bonyolítja, hogy a kiscsoport tagjai a nagyobb közösségbe is tartozván, természetesen maguk is hasonlóan viszonyulnak más kiscsoportok szlengjéhez, hiszen ők is érzik, hogy az efféle nyelvileg is megnyilvánuló elkülönülés bomlasztja a csoportot. Éppen ezért nagyon valószínű, hogy saját szlengjükre vonatkozóan is elfogadják a megbélyegzést, és emiatt a szleng használata akár szégyenérzetet kelthet magukban a használókban is, legalábbis a napjainkban végzett attitűdvizsgálatok ezt mutatják.
Megbélyegzettsége miatt a szleng sohasem rendelkezik nyílt presztízzsel, viszont a rejtett presztízs mindig is jellemzi, hiszen a szlengben beszélő a nyelvhasználatával azt fejezi ki, hogy ő maga a szűkebb közösségéhez tartozik, és emiatt a kiscsoport olyan kedvező jellemvonásokkal ruházza fel, mint például a barátságosság vagy lojalitás. Ez lehet a legalapvetőbb oka a szlenghez fűződő ambivalens megítélésnek.

## Típusai
A szleng egyrészt szó- és kifejezéskészlet, másrészt pedig egy sajátos nyelvhasználati-stilisztikai forma (beszédmód).
A szlengnek szókészletként való felfogása az egyik legelterjedtebb elképzelés a nyelvészek és a nem-nyelvészek körében. Ez annyit tesz, hogy ez esetben a szlenget azonosítják a szlengszavakkal, úgy gondolják, hogy a szleng nem több, mint a szótárakba gyűjthető szlengszavak állománya, amelyeket a bázisnyelvükbe szőve használnak egyes beszélőközösségek.
A szlengek természetesen részlegesen leírhatók szókincsük, kifejezéskészletük alapján is, még ha régóta ismert is az a tény, hogy a sok szó csak a szlengben beszélés alatt és csak a szlengben beszélés időtartamára, alkalmilag válik szlengszóvá, és hogy gyakran szlengnek tekinthetők a szavak olyan szövegösszefüggésbeli jelentései, amelyek különböző stilisztikai kifejezőeszközök (irónia, perifrázis stb.) alkalmazásával keletkeznek. Ez teszi a szlenget nehezen megfogható nyelvi jelenséggé (és mutatja egyúttal, hogy a szleng beszédmódként is létezik), hisz egy adott pillanatban valamely szó vagy kifejezés félreérthetetlenül szleng, más körülmények között viszont egyáltalán nem az.
A szlengnek különböző típusokba sorolása elsősorban a szókészletként (lexikális kategóriaként, regiszterként) értelmezett szlengre érvényes. Beszédmódként a szleng csak a beszélőközösségben, konkrét szituációkban figyelhető meg. „A szleng esetében ugyanis nem izoláltan létező szavakkal kerül kapcsolatba a gyűjtő – írja erről Szilágyi Márton –, hanem egy szituációhoz kötődő nyelvhasználati, kommunikációs kóddal”.

### Mint szókészlet
Az angol nyelvű szakirodalomban az adott szleng társadalmi ismertsége alapján általános és speciális szleng néven széles körben és szűk körben elterjedt szlengeket szoktak megkülönböztetni. Ezt a kettősséget tagolja tovább Kaarina Karttunen finn nyelvész, aki egyrészt közszlengről beszél, amelyet mind földrajzilag, mind társadalmilag széles körben ismernek, másrészt pedig megkülönbözteti az ún. „kis szlengek”-et, azaz a helyi szlenget (az egyes települések saját, helyi nyelvjárási jellegzetességei által színezett szlengjét) és a szakszlenget: az azonos foglalkozású vagy azonos hobbit űző emberek speciális nyelvének egy rétegét, illetve a zárt társadalmi intézményeken (iskola, katonaság, börtön) belül kialakult sajátságos kifejezéskészletet.
A magyar szlengkutatásban az 1990-es évek közepe óta elterjedt egy olyan tipizálás, ami a szlengszavak kialakulásának helyét és a szavak egyre szélesebb társadalmi rétegekben való elterjedését tartja szem előtt, nem feledve, hogy – mivel a szlengek kialakulása mindig a beszélőközösségekben (a szociológia oldaláról nézve a kiscsoportokban) történik – elvileg annyi szlengről beszélhetünk egy nyelvben, ahány beszélőközösség meglétét feltételezzük. Nagyon fontos annak a tudatosítása, hogy a valóságban a szleng mindig a kiscsoportokban születik és működik, csak a nyelvész absztrahál bizonyos közös tulajdonságok alapján szlengtípusokat a valós, tulajdonképpeni nyelvhasználatban létező a kiscsoport-szlengekből, amelyek egyszerre képviselik az összes többi típust: egyszerre helyi szlengek (hiszen minden kiscsoport lokálisan jellemezhető), egyszerre szakszlengek (hiszen minden kiscsoport közös érdeklődésen vagy érdekeken alapuló szakmai szerveződés) és egyszerre közszlengek (hiszen a tagok korábban vagy egyidejűleg más csoportok tagjai is: így biztosítják a kiscsoport-szlengek szavainak terjedését, és terjesztik a más beszélőközösségekből származó szlengszavakat).
Az absztrakció foka szerint három szintet különböztethetünk meg a szlengben:
1. A kiscsoport-szlengek a beszélőközösségek valóságosan létező szlengjei. Ezek nyelvi anyaga az adott kiscsoport tagjai számára a csoport jellegéből következően fontos reáliák megnevezésére vagy újranevezésére szolgál.
2. A nagycsoport-szlengek olyan kiscsoportok, beszélőközösségek szlengjéből absztrahálódnak, amelyek valamiben azonosak, és azonosságuk miatt egymással lazább vagy szorosabb kapcsolatba kerülhetnek oly módon, hogy tagjaik között átfedés vagy érintkezés alakul ki. Az egyes beszélők közvetítik a kiscsoportok szlengjét a másik beszélőközösségbe, és ezáltal egyféle kiegyenlítő szerepet játszanak.
A kiscsoportok közötti azonosság alapvetően kétféle lehet: területi (az egy helyen, egymás közelében működő csoportok között) és szakmai (az azonos foglalkozást, hobbit űző, azonos életmódot folytató stb. csoportok között). Ennek megfelelően a nagycsoport-szlengeknek két nagyobb fajtáját különböztethetjük meg: a helyi szlengeket és a szakszlengeket.
- A helyi szlengeken a területileg szerveződő nagycsoport-szlengeket (egy falu, város, városrész, iskola szlengjét) érthetjük. Erre a szlengtípusra jellemző, hogy szókincse szakmától független, a kiscsoport-szlengek általános szókincséből származik.
- A szakszlengek érdeklődési, foglalkozási alapon elkülönülő csoportokra (katonai, diák, tolvaj, labdarúgó, kábítószeres stb.) jellemzők. Szókincsük a szakmától függő, az azonos szakmához tartozó kiscsoport szlengjének speciális szókincséből származik.

A valóságban ezek a tiszta típusok gyakran keveredve jelennek meg, sokkal inkább léteznek helyi szakszlengek (a debreceni katonai szleng, a szegedi Csillag-börtön szlengje, a sárbogárdi diáknyelv stb.), mintsem „a” magyar tolvajnyelv vagy „a” magyarországi kábítószer-élvezők szlengje.
3. A helyi és a szakszlengek széles körben elterjedt szavai alkotják a közszlenget. Ez a nyelvközösség számára közös szlengtípus a helytől és szakmától függetlenül ismert szlengszavak csoportját takarja.

### Mint beszédmód és mint stilisztikai jelenség
Sokak szerint a szleng felfogható stilisztikai jelenségként is, sőt az a vélemény sem újkeletű, amely a szlenget elsősorban stiláris nyelvi rétegnek tekinti. Andersson és Trudgill például, fenntartva ugyan, hogy meghatározásuk relatív, a stilisztikailag semleges nyelvhasználati szint alatti stílust tekintik szlengnek.
A finn Simo Hämäläinen olyan különleges stílusfajtának tartja a szlenget, amely tudatosan használ a köznyelvtől idegen, a köznyelvben elfogadhatatlannak tartott kifejezéseket – megfelelő beszédhelyzetben, megfelelő hangulat esetén. A tudatosság mozzanatát annyira fontosnak véli Hämäläinen, hogy ez alapján különbözteti meg a szlenget a népnyelvtől: a nép nyelvének természetes velejárói a szólások és a képes beszéd, míg szlengről akkor beszélhetünk, ha a művelt beszélő szándékosan választ a köznyelvbe nem tartozó szót vagy mondást.
Ezek a kijelentések természetesen erősen vitathatók, hiszen a „szleng, ha stílusjelenségnek tekintjük, nem köthető egy bizonyos stílusárnyalathoz, mint ahogyan korábban tették, amikor is kizárólag alantas stílusként, az utca nyelveként értékelték. Változatos stílusértékű elemeket tartalmaz, és mivel beszélt nyelvi jelenség, leginkább a szabad, kötetlen stílus jellemzi. Ezért is nehéz elhatárolni egyfelől a fesztelen hétköznapi nyelvtől, másfelől a népies kifejezésmódtól. A stiláris változatosság abban is megnyilvánul, hogy egy adott szó stílusértéke is változik a különböző beszédhelyzetekben. Nem mindegy például, hogy szó szerinti vagy metaforikus jelentésben használunk egy szót.”
A szleng meghatározásakor megemlített elszórt megjegyzéseken túl a magyar szlengről viszonylag kevés stilisztikai vagy retorikai megközelítésű elemzés készült, pedig a szleng erőteljes stilisztikai többletet létrehozó érzelmi töltése még a hétköznapi beszélők számára is egyértelmű, ezért tartjuk nevetségesnek a kevés, mint Balaton szeletben a hullámverés, mint lócitromban a C-vitamin, mint lopótökben a bűnözési hajlam-féle szóláshasonlatokat. Ez az erőteljes stilisztikai többlet legfeltűnőbben a szleng metaforáiban jelenik meg. A diákszlengben például az elégtelen megnevezésére számtalan metaforikus kifejezést használnak: fa, aprófa, bunkó, ceka, cerka, dugó, fúró, karó stb.
Több szlengkutató szerint viszont a szlenget mint stilisztikai jelenséget nem lehet a stílusárnyalatok vagy a szóképek alapján meghatározni, ugyanis a szleng ennél magasabb szintű stilisztikai kategória: a beszélés egyféle módja. Fontosnak tartják hangsúlyozni azt is, hogy a szleng elsődlegesen beszédmód, és csak másodlagosan, a szavakban rögzült „szlengség” révén – annak következtében, hogy bizonyos szavak tipikusan csak ebben a beszédmódban, a szlengben használatosak – válik szótárazható lexikális kategóriává.

## Szóalkotása
A magyar szleng szóalkotásának módjai ugyanazok, mint amelyek általában a magyar nyelv bármelyik változatában, azaz alapvetően nincs olyan szóalkotási mód, ami csak a szlengre lenne jellemző, bár az egyes szóalkotásmódok (például bizonyos kicsinyítő képzők, a szócsonkítások és -rövidítések használata) gyakoribb, mint más nyelvváltozatokban.
A különböző szóalkotásmódokat (amelyek közül akár több is jelentkezhet egyszerre egy szóban, például rövidítés és képzés) a következő módon lehet csoportosítani:

### Külső szóalkotás

#### Idegen szavak átvétele
1. Jiddis eredetű szlengszavak: balhé (botrány, verekedés), córesz (szegénység), haver (barát), jatt (kéz), kajak(os) (erő(s)), meló (munka), mázli (szerencse) stb.
2. Cigány eredetű szlengszavak: avázik, avel (jön, megy), ácsi (megállj), benga (nagy, erős), biboldó (zsidó), csaj (lány), csávó, srác, skac, (férfi), csóró (szegény), dumál, vaker (beszél), dzsal (megy), gádzsi (nem cigány lány, nő), gógyi (ész), kaja (étel), lóvé, lé, zsé (pénz), máró (kenyér), megmurdel (meghal), lácsó (jó), komál (szeret), koma (barát), komámasszony (szeretett asszony), séró (fej, haj), dili, diló (bolond), dzsukel (kemény), raj (dögös, úri) zorall (félelmetes, erős), zord (rideg), bula (fenék), piál (iszik), lugnya (kurva), kurtizán (prostituált), manus (férfi), halózni (enni), baró (nagy, jó, szép), csandázik (okádik, hány), mutrázik (vizel), csór(el) (lop), kúrel, kufirc (közösül), dzsumbuj (lelakott környék), sukár (szép, gyönyörű), pujáro (csibész), purdé, pulya (cigány gyerek) darrell (fél), habiszti (hazudik), kanyhalló (gengszter), káráló (rendőr), csumi (csók), mujó (száj), Dévlá, Devla (Isten), Béng (ördög), kokavel (hazudik), prosztó (paraszt), csulázik (köp), gagyi (hamis, béna), csaro (tál), kul, kula (szar), szusz (levegő), xal (eszek), kerel (csinál) stb.
3. Német eredetű szlengszavak: bláz (cigaretta), bré (kalap), brifkó (pénztárca), brusztol (verekszik), csálinger (pincér), falcol (ereit felvágja), flepni (igazolvány), ganef (tolvaj), jakó (kabát), muter (anya), simlis (megbízhatatlan, tisztességtelen), srenk (betörés), vamzer (besúgó, áruló), fater (apa) stb.
4. Angol eredetű szlengszavak: dzsoint (marihuánából sodort cigaretta), jard (rendőrség, rendőr), fifti-fifti (osztozkodásnál: fele-fele), keccsel, keccsöl (megy), killer (gyilkos), mani (pénz), riccs (módos, gazdag) stb.
5. Szlovák eredetű szlengszavak: bratyó (fivér), csira (homoszexuális), klapec (férfi) stb.
6. Francia eredetű szlengszavak: kamu (hazugság, mellébeszélés), malér (tízforintos), piti (kicsi, semmirevaló), smafu[30] (csekélység, semmiség), zsebzsötem (önkielégítés) stb.
7. Olasz eredetű szlengszavak: csaó! (szia!), frankó (kiváló), tuti (biztos) stb.
8. Román eredetű szlengszavak: flamó (étel), mandró (férfi) stb.

#### A magyar nyelv nem szleng rétegeiből származó átvételek
1. Szófelújítás: hamvveder (hamutartó), lélekidomár (osztályfőnök), ókula (szemüveg), penna (toll).
2. Belső szókölcsönzés
  1. Nyelvjárási eredetre visszavezethető szavak: dikó (ágy), topa (ügyetlen), sumákol (megszökik a munka elől), csúró (újonc), szüttyögés (látszatmunka), kamburcol (rendezkedik, utasítgat), rüszü (újonc, hülye).
  2. Köznyelvi szavak átvétele: firkász (írnok), nyalizik (hízeleg), megszakít (agyondolgoztat) stb.

### Belső szóalkotás

#### Hangalaki szóalkotás

##### Több morfémát érintő változások
1. Mozaikszavak
  1. Mozaikszavak létrehozása
    1. Betűszók: höfö ’házi feladat’, káká ’külső körlet’, hábé (< „higiénikus bázis”) ’WC’, téesz ’téli szalámi’.
    2. Szóösszevonás: cévi ’C-vitamin’, katkó ’katonai kollégium’, oriszob ’orvosi szoba’, tanszob ’tanári szoba’.

  2. Szavak mozaikszóként való feloldása (ennél a szóalkotási módnál az figyelhető meg, hogy a betűszót (SZDNT) vagy a betűszóként értelmezett szót (Vilma) új jelentéssel látják el, mintha maga a szó eredetileg ennek a rövidítéseként jött volna létre): Vilma! ’Végre itt a leszerelés, megyek, anyám!’; Irma! ’Itt rohadok meg, anyám!’; zenetanár (< znt.) ’zászlóalj-napostiszt’, SZDNT (’század-napostiszt’): szadista disznó, notórius tahó.
2. Szóvegyülés (kontamináció): egyetemi gecista ’előfelvételis katona’ (< egyetemista geci); kopcsikovó ’újonc’ (< kopasz × Gabcsikovó); rüszmeteg ’újonc’ (< rüszü × gyermeteg); szopacs ’kitolás’ (< szopás × szivacs); tirburger ’zsíroskenyér’ (< tirpák × hamburger); bulafon ’ágyú’ (< buff ’ágyú’ × ?telefon); sernevál ’laktanyai sertéstelep’ (< sertés × Barnevál); buktafon ’telefon’ (< bukta ’lebukás’ × telefon); obifon ’orifon’ (< obi ’kitolás’ × orifon); ombrométer ’kitolás’ (< oboa × ?centiméter); bagarettázik ’dohányzik’ (< bagózik × cigarettázik), Csigalom!, Nyugavér! ’Nyugalom!’ (< csigavér × nyugalom).
3. Szóhatár-eltolódás: zuncsi (< az uncsi) ’unalom, unalmas’, acskós (< zacskós) ’kábítószeres’, söcsém (< kedves öcsém) ’öcsém (megszólítás)’.

##### Egy morfémát érintő változások
1. A morféma hanghosszúságát nem érintő változások
  1. Magánhangzó-változások (minőségi vagy mennyiségbeli változások), például nyúlás (emfatikus nyújtás): nem bííírok kimenni ’nem megyek ki’, fel bííírok kelni ’felkelek’.
  2. Mássalhangzó-változások (minőségi vagy mennyiségbeli változások), például nyúlás (emfatikus nyújtás): A kutttyát nem érdekli! ’Nem érdekel’.
  3. Szótagcsere: zimó ’mozi’
  4. Szóferdítés: agyar ’magyar (mint tantárgy)’, binyigli ’bicikli’, förténelem ’történelem’, rohadalom ’irodalom’, kanári ’tanári szoba’.
    1. Nyelvjárásias ejtés: keves ’kevés’; lëgvár ’lekvár’; ámentem ’elmentem’; tőttö ’töltő’; Sinki sihová! ’Senki sehová sem mehet!’
    2. Idegen nyelv szabályai szerinti ejtés: hilájkóptör ’helikopter’, májkídó ’mikádó’, erpídzsí ’RPG’, lizsé ’liget’, szizsé ’sziget’.
    3. Henye ejtés: heftikém ’(megszólításként)’ (< elvtikém ’elvtársam’); parannok ’parancsnok’; cakci ’szakaszvezető’ (< szakszi).
2. Morfémanyújtó változások
  1. Ikerítés: diri-iri ’igazgatói iroda’, házi-fázi ’házi feladat’, glottiflotti ’tornanadrág’; cucimuci ’felszerelés’ (< cucc); sikamika, surumuru ’felmosás, sikálás’.
  2. Hangbetoldás: stank ’tank’, brihi (< pihi) ’pihenő’.
3. Morfémarövidítő változások
  1. Szócsonkítás: nyuci ’anyuci’, caj (<bicaj) ’bicikli’, rica ’pattogatott kukorica’, rándulás ’kirándulás’, só (< tesó) ’testvér’, ció ’injekció’.
  2. Szórövidítés: bagzik ’dohányzik’, szani ’szanatórium’, vadi új ’vadonat új’, kösz ’köszönöm’, prof ’professzor’, rágó ’rágógumi’, eltáv ’eltávozás’, gyaktér ’gyakorlótér’, gyalágyú, gyalásó ’gyalogsági ásó’, szás ’százados’, ales ’alezredes’, dipó ’diplomata táska’, szitu ’szituáció’, tesi ’testnevelés’, vili ’villamos’, utsó 'utolsó'

#### Jelentésbeli szóalkotás

##### Névadás
lekoccol ’elmenekül, megszökik’, vekeckedik ’bántalmaz, megver’, buff ’ágyú’, susmus ’öregkatona’, ürübürü ’öregkatona’, amandavek ’annyi, vége, nem lehet segíteni rajta’, pitty-potty ’baj, probléma’.

##### A jelentés terjedelmének változása
1. Jelentésbővülés: rokk ’zene’, tirpák ’szabolcsi’, nyomat ’gyakran vagy intenzíven csinál valamit’.
2. Jelentésszűkülés: főnök ’közvetlen parancsnok’, konyha ’gulyáságyú’, sereg ’Magyar Néphadsereg; Magyar Honvédség’, megmagyaráz ’valamilyen kijelentéshez véleményt fűz’, népművelés ’irodalom’, motyó ’táska’.

##### Jelentésváltozás a valóságelemek érintkezése és hasonlósága alapján
1. Névátvitel
  1. Hasonlósági névátvitel (metafora): birtok, préri, sztyeppe ’gyakorlótér’; bivalytej ’feketekávé’; fóka ’felmosórongy’; kaptár ’fogda’; nyúl ’lövész’ (mert sokat fut); szájkosár ’gázálarc’; dezodor ’moslékszállító lovaskocsi’; kék hernyó ’csuklós busz’; gitárnyakú ’hosszú nyakú’; mandarintál ’melltartó’; akadémia ’börtön’ (tudniillik a bűnözők itt sokat tanulnak egymástól); kagyló ’fül’; cerka ’láb’; polc ’emeletes ágy felső része a zárkában’; karperec ’bilincs’; tulajdonnévből származó metaforák: basztíj, szingszing, tower ’fogda’.
  2. Érintkezési névátvitel (metonímia): bakelit ’telefon’; lövegcső ’nagyorrú’ (← lövegcső ’nagy orr’); cirok ’seprű’ .
2. Jelentésátvitel
  1. Jelentésátvitel a szavak hasonlósága alapján: bukta ’ágyú’ (< buff); cénápolyi ’C kategóriával besorozott katona’; gyopár ’újonc’ (< kopár); kétdekás ’2 dl-es szeszes ital’; szivacs, szivattyú ’kitolás, szívás’; kolbászol ’cselleng’ (< kóborol); csékategóriás ’másokat kiszolgáló, megalázott fogvatartott’(cs ← csicska); csőrmester ’őrmester’; fatörzs ’főtörzs’.
  2. Jelentésátvitel a szavak érintkezése alapján: beönt, beszór (ti. valamilyen takarítószert a körletbe, rá vizet önt, és ezt) ’feltakaríttatja’; időszak ’újoncok’ (< első időszakosok); penge ’kiváló’ (< penge stoki, azaz a katonai ülőkére vékonyan ráhajtogatott ruha); szív ’kitolásban van része’ (a szívja a faszt szerkezetből); felsakkoz ’felmos’.
3. Szinonimás csere: csellós ’konyhai munkás’ → csellista, hegedűs, melódiás, muzsikus, (cselló)művész, zenész; zenél ’konyhai munkát végez’ (< csellózik); csupor, padlóváza ’hülye’ (< köcsög); csukda ’fogda’; amfora, népművészeti/szépművészeti agyagedény ’homoszexuális férfi (< köcsög); kamionos ’szabolcsi ember’(< tirpák: TIR ’nemzetközi kamionjelzés’).

#### Morfológiai (alaki) szóalkotás

##### Szóösszetétel
1. Szerves összetételek
  1. Alárendelő összetételek: sportgiliszta ’sovány ember’; túlélőkészlet ’iskolatáska’; miniszterképző ’egyetem’; ifaszelep ’női mell’; pisisház ’óvoda’; partfisbűvölő, padlónyaló ’takarítónő’; nikotincsutka, tüdőropi, rákszál ’cigaretta’; mákfelhő ’szerencse’; seggdugasz, harmatfitty, zsebpiszok, hónaljcirkáló ’alacsony, kis termetű ember’; bokorugró ’lövész’; fagatya, tundrabugyi ’vattás nadrág’; kondértündér, konyhamalac ’szakács’; mesterhármas ’WC-mosdó-zuhanyzó’ (mert „mestermunka” feltakarítani); kotonkabát ’vegyivédelmi köpeny’; inkubátorszökevény ’kistermetű’; négerverejték ’kóla; kávé’; vízilóbölcső ’kimélyedt közepű ágy’.
  2. Mellérendelő összetételek: takanyanya ’hivatalsegéd’; dirigizi ’igazgatónő’; lótifuti ’az ügyeletes tiszt írnoka’; csilivili ’kifényesített’ (például cipő); szopás-szívás, szopatás-szívatás ’kitolás’.
2. Szervetlen összetételek: szakadj-meg-vezető ’szakaszvezető’.

##### Szóképzés
1. Névszóképzők:
-ó, -ő: lebuktató ’ellenőrző’; csilingelő ’kerékpár’; köhögő ’géppisztoly’; kaparó ’gyalogsági ásó’; surranó ’bakancs’; futkosó ’katonai börtön’.
-a: fiza ’fizika’.
-ci: moci ’ kismotor’; mellci ’melltartó’; naci ’nadrág’; manci ’Rába Mann teherautó’; surci ’bakancs’; kopci ’újonc’.
-csi: pulcsi ’pulóver’; babcsi ’bab’; bikcsi ’jó’ (< bika); kimarcsi ’kimaradás’; zacsi ’zászlós’; kopcsi ’újonc’.
-csó: kopcsó ’újonc’.
-da, -de: gyötrelde ’feleltetés’; bömbölde ’rádió’.
-i: jogsi ’jogosítvány’; prosti, ribi ’ rossz erkölcsű nő’; bizi ’bizonyítvány’; ovi ’óvoda’; broki ’hímvessző’; bungi ’búvóhely’ (< bungaló); futi ’katonai börtön’; gyopi ’újonc’ (< gyopár); höki ’harckocsi’; kopri ’újonc’ (< kopár); kotri ’fogda’ (< kóter); obi ’kitolás’ (< oboa); őrmi ’őrmester’.
-inger: kopinger ’újonc’; tápinger ’előfelvételis’.
-kó: kimarkó ’kimaradás’; szecskó ’újonc’ (< szecska); szeszkó ’alkohol’.
-nyó: kopirnyó ’újonc’.
-ó: smiró ’újonc’ (< smirgli); skuló ’lövedék’.
-si: miksi ’télikabát’ (< mikádó); gyaksi ’gyakorlat’.
-asz, -esz: sivasz ’újonc’; csocsesz (öreg csocsesz ’öregkatona’ < csocsó); pálesz ’pálinka’; brokesz ’hímvessző’.
-szi: fogszi ’fogda’; kopszi ’újonc’; szakszi ’szakaszvezető’; gyakszi ’gyakorlat’.
-u: sipu (< síp), gyiku (< gyík) ’újonc’; pusku ’puska’.
-usz: gyengusz ’gyengélkedő’.
-s: csellós ’konyhamunkás’; felsőágyas ’újonc’; infrás ’szemüveges’; kilós ’százados’; kőbaltás ’laktanyai fodrász’; pizsamás ’tábornok’; tyúkbeles ’telefonos’; krumplivirágos ’tisztes’.
-ú, -ű: ezernapú, riadtszemű ’újonc’; pirosszemű ’lövész’; stabifülű ’nagyfülű’; kolbászarcú ’ellenszenves’.
2. Igeképzés:
-l: dumál ’beszél’; csövel ’pisil’; rajol ’nagyképűsködik’; eltaknyol ’elesik’; moslékol ’eszik’; brekkel ’békaugrásban jár’; kiidegel ’felidegesít’; felkócol ’felmos’.
-z: górézik, rajkózik ’nagyképűsködik’; csőrözik, smacizik ’csókolózik’; (be)stokizik ’a stokira a ruhát (rá)hajtogatja’; beszódáz, beultráz ’takarítószert szór szét’; csellózik ’konyhai munkát végez’; fókázik ’felmos’; ráhátékáz ’a hiány megtérítéséről jegyzőkönyvet vesz fel’; topázik ’ügyetlenkedik’.
-int: kimarcsint ’kimaradásra megy’; hesszint ’pihen’.

## Szemantikája
A szleng szemantikája, jelentéstana viszonylag kevéssé kutatott terület a magyar szlengkutatásban, jóllehet várhatóan itt volnának leginkább láthatók azok a jellemzők, amik a szleng nyelvi (szavakban, kifejezésekben, azaz a legmegragadhatóbb formákban feltűnő) sajátosságait alkotják.
A szleng leggyakoribb jelentéstani jellemzőjeként a hiperszinonimitást szokás említeni, azt a jelenséget, hogy a szlengben egy-egy fogalom megnevezésére szinonimasorok jönnek létre, és hogy emiatt a szleng szókincse aránylag változékony. (A katonai szlengben például az ’újonc’ fogalmára 169 megnevezést ismertek az 1980-as években.)
Jóval kevésbé figyeltek föl arra, hogy a szlengnek egészen sajátos szemantikai rendszere van, amire – mint Szilágyi N. Sándor írja – egyrészt az jellemző, hogy olyan jelentéstartományok, amelyek az emelkedett nyelvváltozatban kerülendők vagy egyenesen tabunak számítanak, a szlengben kiemelkedő szerepet kapnak (a szexualitással kapcsolatos kifejezések feltűnő gyakoriságát és a sokat emlegetett trágárságot éppen az magyarázza, hogy használatuk az emelkedett nyelvváltozatban teljességgel tilos), másrészt jól megfigyelhető a nagyon konkrét jelentésű szavak használata. Mivel az emelkedett nyelvváltozatra a közönségeshez képest az absztrakt jelentések nagyobb aránya a jellemző, a szleng (hogy ezzel „ellenkezzen”) az absztraktabb jelentéseket visszakonkretizálja, illetve olyan megnevezést talál rájuk, amelyek még a közönséges nyelvváltozatbeliekhez képest is konkrétabbak. Például: a köznyelvben a Hogy vagy? kérdésre lehet úgy válaszolni, hogy Hát, hol fent, hol lent. A szleng számára már ez is túl absztrakt, a lent helyett tehát egy egészen konkrét kifejezést használ: A padlón vagyok.
A szlengben megfigyelt ötletesség és szellemesség titka jórészt abban van, hogy az állandóan jelen levő nyelvi tudatosság egyféle beszédmóddá teszi. Jól ismert a szlengbeszélőknek az a magatartása, hogy beszéd közben nemcsak a mondanivalóra, hanem annak nyelvi megformálására is odafigyelnek, és „pontozzák” a sikeres nyelvi formákat, illetve „kicikizik” azt, akinek ez nem sikerül elég jól.
Hogy mi sikeres, és mi nem, annak megvan a pontos kritériumrendszere, és ez elsősorban egy szemantikai követelményrendszer. Például a Sakkozd fel a folyosót! ’Mosd fel a folyosót!’ azért lehet sikeres, mert a felsakkoz sokkal konkrétabb, mint a felmos, hisz olyasmi is kódolva van benne, ami az utóbbiban nincs: az, hogy felmosás közben egy sakktáblamintás felületen kell mozogni. Vagy: a pénzhamisító a bűnözők szlengjében unalmas közhely lenne, hiszen az ilyen embernek hivatalosan is ez a neve. Sokkal jobb helyette a festőművész, mert sokkal konkrétabb. (A pénzhamisító elég absztrakt név, hiszen a hamis nem egy érzékszervi úton elérhető minőség, a festőművész viszont a nagy szakértelemmel végezett, konkrét műveletre utal.) Ráadásul ha a szlengbeszédnek azt a másik alapelvét is alkalmazzuk a pénzhamisító-ra, amely szerint amit csak lehet, szigorúan szó szerint kell érteni, és azt az értelmet kell aztán másképpen kifejezni (például a szemrehányást tesz helyett azt mondani: hányást tesz a szemére), akkor a pénzhamisító olyan embert jelentene, aki a jó, hiteles pénzből hamisat csinál. A festőművész-nek viszont van még egy nagy előnye: ez a szó az emelkedett nyelvváltozatból van kölcsönözve, ahol igen nagy presztízsű embert jelent, ezt tehát úgy lehet megsemmisíteni, hogy átvesszük onnan, és egy eléggé el nem ítélhető foglalkozású embert nevezünk meg vele. Az ilyenfajta pejorációra (vagy talán inkább presztízsrontásra) egyébként nagyon sok példa van: jogegyenlítő ’kocsma’, akadémikus ’fogvatartott’, informatikus ’áruló, besúgó’, szekretárius ’irathamisító’, nyelvművelő szakkör ’leszbikus közösülés’.

## A magyar szleng nyelvemlékei

### A magyar szleng korai kéziratos emlékei

#### Személynévi szórványemlékek
Legkorábbi ismert „szlenggyanús” szavaink ragadványnevek voltak: 1370–80 k.: „Ladislaus dictus lagfazou” [Lágyfaszúnak nevezett László]; 1429: „Georgius Polczonzaro dictus” [Polconszarónak nevezett György]. Ezeknek a korai adatoknak a szlengbe való besorolása meglehetősen bizonytalan, de gúnyos, a testiséget kiemelő szemléletük kétségkívül utalhat szlengnévi mivoltukra.
Az első biztos emlék 1364-ből való: Zagyurwagou [Szatyorvágó]. A név viselője, Filetlen Pál mindkét ragadványneve (Szatyorvágó és Filetlen) alapján állíthatóan tolvaj, mégpedig táskák felmetszésével lopó tolvaj volt, s mint „fületlensége” bizonyítja, visszaeső, akit az ekkoriban szokásos csonkítással korábban már büntettek is.

#### A simándi koldusok nyelve
A magyar szleng első említéseként Oláh Miklós 1536-os Hungariájának a simándi koldusok titkos nyelvére (lingua caecorum ’vakok nyelve’) vonatkozó sorait szokták idézni: „Van egy falu – ugymond – a Maros és a Fehér-Körös közt Erdélyen kívül, melynek neve Simánd. Ezt majdnem csupa sánták, vakok, bénák s undok nyomorékok lakják, kik maguk közé ép embert be sem bocsátanak, hanem éktelenségökkel dicsekedve, egész külön felekezetet alkotnak; mely, hogy a maga béna épségében megmaradjon, a szülők csecsemőiknek szemeit világrajöttükkor azonnal kivájják, csontjaikat s tagjaikat kificzamítják, s hogy necsak testökre de még beszédökre nézve is különbözzenek másoktól, maguknak tulajdon nyelvet koholtak, melyet egyesegyedül csak ők értenek meg, s melyet a vakok nyelvének neveznek. E csodálatos embereknek oly kiváltságaik vannak, melyek őket minden, a többi magyarnál szokásos teher alól fölmentik s fölszabadítják, hogy kolduló énekléssel kereshessék élelmöket országszerte a maguk és hozzátartozóik számára.”.
Ebből a koldusnyelvből semmilyen nyelvi adat nem maradt fenn, ezért eldönthetetlen, hogy azoknak van e igazuk, akik a „vakok nyelvében” egy koldusszlenget látnak, vagy azoknak, akik szerint ez a nyelv volt nem más, mint a magyarok számára érthetetlen cigány nyelv. Mivel napjainkban már elég valószínűnek látszik, hogy Simánd nem volt sohasem koldustanya, valószínűbbnek tűnik az a magyarázat, hogy Oláh Miklós híradása Simánd környékén sátorozó cigányokról szól, akik koldulással (is) foglalkozva valóban nyomoréknak tettették magukat, s minthogy a cigányok a magyaroktól egészen elkülönülve éltek, természetes, hogy az ő cigány nyelvüket senki sem értette. Ezt a feltevést erősíti az is, hogy Oláh Miklós, aki tudott annyira latinul, hogy a magyarok közötti elnevezést lefordítsa, nem a „koldusok nyelve” (mendicorum lingua) vagy a „tolvajok nyelve” (furum lingua) kifejezést használta, hanem a „caecorum lingua” (vakok nyelve) formát. Ez a vakok nyelve elnevezés pedig egyesek szerint a lovári cigány vakerel ’beszél(get)’ interpretatio Hungaricájának tűnik.

#### Az alföldi zsiványnyelv emlékei

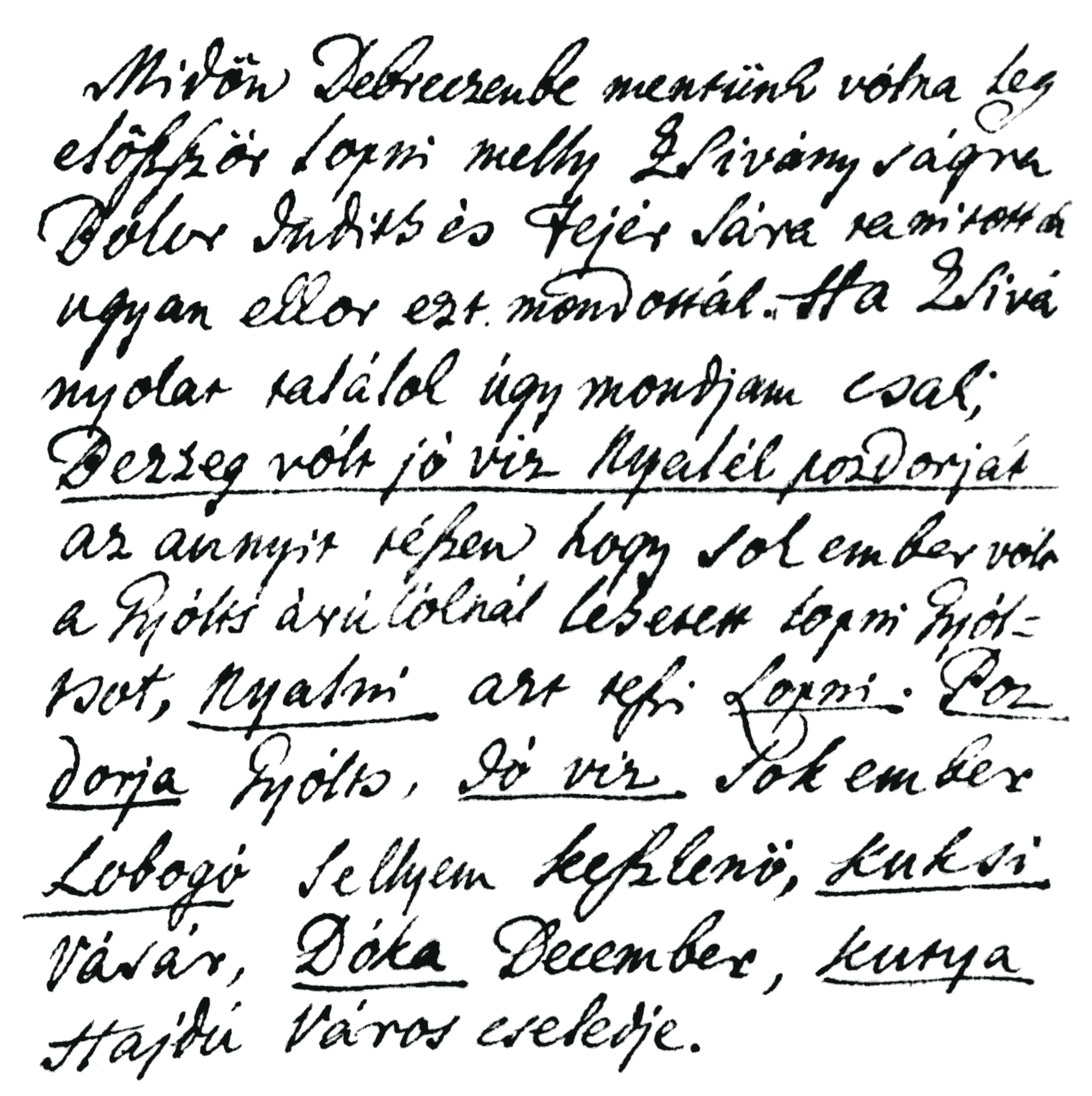
Cséplő Sára vallomása 1782-ből: „Midön Debreczenbe mentünk vólna leg elöszször lopni melly ZSiványságra Bokor Judith és Fejér Sára tanitottak, ugyan ekkor ezt mondották. Ha ZSiványokat találok úgy mondjam csak; Bezzeg vólt jó viz nyalék pozdorját az annyit tészen hogy sok ember vólt a Gyólts árúlóknál lehetett lopni Gyóltsot, Nyalni azt teszi Lopni. Pozdorja Gyólts, Jó viz Sok ember Lobogó Sellyem keszkenö, Kuksi Vásár, Dóka December, Kutya Hajdú[,] Város cseledje.”

A magyar szleng első ismert szójegyzékei a tolvajnyelvből származnak. Keletkezésük egy kiterjedt vásáritolvaj-banda 1775–1776-ban zajlott büntető peréhez kapcsolódik. A 18. századból hat szójegyzék ismeretes, ezek összesen mintegy száz szót tartalmaznak. E szavak egy része (gyakran megváltozott, módosult jelentésben) napjainkban is használatos: rajzol ’lop’, fejes ’tiszt úr’, gagyi ’arany’, leves ’ezüst pénz’ stb. A szójegyzékekről bővebben lásd a Tolvajnyelv szócikk Az alföldi zsiványnyelv emlékei részét.

### Az első nyomtatásban megjelent szójegyzék
Első nagyközönség számára készített tolvajnyelvi szójegyzékünk Toronyai Károly „A rablóknak, tolvajoknak és kozákoknak együttvaló hamis és zavaros beszédeik, hasonlóan hamis és titkos cselekedeteik felfedezéseül összeiratott és kiadattatott a köznépnek ovakodási hasznára, és a rosz emberektől való őrizkedéseikre” c. könyvecskéjében (1862) található. Toronyai 63 lapos munkájának Második Szakasza egy hét lapnyi, 177 kifejezést tartalmazó kis szójegyzék (27–33), melyben a tolvajnyelvi szavakat két-két magyar közszóval megmagyarázva közli. Például: Balhé ’baj van, baja van’, Kuksi ’vásár, árulóhely’, Hantirozni ’beszélni, suttogni’, Kajálni ’ebédelni, vacsorálni’, Piálni ’inni, iszogatni’, Ruhizni ’verekedni, megverni’ stb.

### Az első önállóan megjelent szótár
A magyar diáknyelv és szótára. Irta: Dobos Károly. Budapest, 1898. (80 lap).
Dobos gyűjteménye csaknem száz éven keresztül az egyetlen az egész magyar nyelvterületről gyűjtő diáknyelvi szótárunk volt, bevezető tanulmányával pedig a szlengkutatás elméletéhez is számos adalékkal járult hozzá. Egyik fontos megállapítása a nyelvi változások megfigyelhetőségéhez kapcsolódik: szerinte „a diáknyelv egyik legérdekesebb példa a nyelvfejlődés átmeneti állapotának megvilágítására, a melyben az egyes szavak, képzők, sajátszerűségek, elváltozások, hogy úgy mondjam, még a lét s nem lét határán küzködnek s forronganak” (8–9). Szótára a 19. századi diáknyelv számos kifejezését őrizte meg: ablakos óra ’lyukasóra’, akadémia ’száraz tészta a szemináriumban’ (azért nevezik így, mert megakad a torkon), Áronlé ’pálinka’ (a kocsmáros nevéről), bakter ’a klasszikus szöveg magyar fordítása, melynek használata tiltva van’, balek ’első éves akadémiai tanuló’, csóreszol ’lelopja a dolgozatot, puskázik’, lengő ’forint’, tunikás egyes ’elégtelen (akkoriban négyes)’ (a jegy alakjáról) stb.

## A magyar szleng kutatásának története
Magyarországon a nyelvészeti értelemben vett szlengkutatás az 1890-es években kezdődött. Ezt megelőzően a szlenggel való foglalkozás nem magára a szlengre mint nyelvi jelenségre irányult, hanem a szlenget beszélő közösséget (leggyakrabban a bűnözőket) kívánták nyelvük révén megismerni vagy azonosítani, leleplezni. (Ennek a célnak köszönhetik létüket legkorábbi szlengemlékeink, melyeknek nagy része bírósági tárgyalásokon keletkezett.)
1. Rendszeres, a szleng egy-egy típusát alaposabban körüljáró és időben is folyamatos, évről évre publikációkat eredményező kutatás a magyar szleng vizsgálatában 1895–1896 (a Tanulók Lapja című újság első diáknyelvi cikkei) óta létezik. A nyelvészetivé váló szlengkutatásnak ezt a körülbelül az 1920-as évek végéig tartó korszakát elsősorban a tolvaj- és a diáknyelv széles körű kutatása, valamint a „(buda)pesti nyelv” iránti (jobbára nyelvvédő szemléletű) érdeklődés jellemezte, bár ezeken kívül számos kisebb közlemény jelent meg egyéb szlengtípusokról is. A vizsgált szlengek számát tekintve egyik legváltozatosabb időszakunk volt ez a néhány év. Jelentek meg kisebb-nagyobb munkák a katonai és az újságíró nyelvről, a kuglizás, a kártyázás, a sakk és a biliárd, a golyózás, a színház, a szabadkőművesek és mások nyelvéről.
2. A 20. század első negyedét jellemző gazdag tematikájú szlengkutatás után visszaszorult ezeknek a nyelvváltozatoknak a vizsgálata (bár épp ebben az időszakban íródott meg Bárczi Géza mai mércével mérve is rendkívül magas színvonalú, nagyon alapos tanulmánya, „A »pesti nyelv«”).[39] Erre a korra a legjellemzőbb a szleng nyelvművelő szempontból való megközelítése volt: az 1930–1940-es években egyre gyakrabban jelentek meg a napilapok és újságok mellett a nyelvészeti folyóiratok hasábjain is azok a vélekedések, amelyekben a szlenget elsősorban a nyelvszegényítés és a nyelvi durvaság napjainkig visszatérő hamis vádjával támadták, és mintegy „betiltását” szorgalmazták.
3. A második világháború végétől az 1960-as évek elejéig tartó időszak szintén nem kedvezett a hatalmat puszta létével is tagadó szleng kutatásának. Ugyan 1945-től, illetve 1947-től két torzóban maradt, méltatlanul elfeledett nagyszabású magánkezdeményezés is megindult a magyar szleng feltárására, melyek a magyarországi szlengkutatás történetében először tettek arra kísérletet, hogy a magyar szleng teljes szókincsét egyetlen szótárban foglalják össze, de ezek nem készültek el, illetve kéziratban maradtak (Zolnai Béla jassznyelvi etimológiai szótára[40] és „Argó és tájnyelv” című monográfiája,[41] valamint Zolnay Vilmos és Gedényi Mihály 24 gépírásos füzetben elkészült munkája, A magyar fattyúnyelv szótára.[42]
4. Az 1960-1970-es éveket az úgynevezett ifjúsági nyelv kutatása jellemzi. Ennek kezdetét általában Kovalovszky Miklósnak „Az ifjúság nyelvéről” című cikkének[43] megjelenéséhez kötik, és legkiemelkedőbb eredményeként Matijevics Lajos terjedelmes és alapos vajdasági diáknyelvi szótárát[44] lehet említeni. Az 1960-1970-es évek szlengkutatását erős tematikai és módszertani beszűkülés jellemezte, emiatt a valódi szlengkutatást az ifjúsági nyelvi vizsgálatok inkább akadályozták, mintsem segítették. Az ifjúsági nyelvi kutatások a nyolcvanas évekre kifulladtak. Ennek bekövetkezése szakmai szempontból törvényszerű volt, hiszen az ifjúsági nyelv vizsgálata sokkal inkább volt nyelvtisztító-nyelvművelő mozgalom, s mint ilyen inkább az ifjúságnevelés nyelvi vetülete, mint nyelvészeti kutatás.
5. A modern értelemben vett szlengkutatást (és magának a szleng műszónak a magyar nyelvészeti terminológiába való bekerülését is) Péter Mihály 1980-ban megjelent „Szleng és költői nyelvhasználat” című cikkétől[45] számítják, a szlengkutatás valódi fellendüléséről pedig az 1990-es évek óta beszélhetünk. Azóta számos szlengszótár jelent meg és 1997 óta létezik egy szlengkutatással foglalkozó könyvsorozat is.

## Külső hivatkozások
- Szótárak, könyvek, tanulmányok a magyar szleng témaköréből Archiválva 2006. február 12-i dátummal a Wayback Machine-ben
- MixLex: szlengszó-keresés
- English slang and colloquialisms used in the United Kingdom
- Szlengszótárak linkgyűjteménye a Yahoon
- Szleng.lap.hu linkgyűjtemény

### Szlenggyűjtemények az interneten
- The Alternative Dictionaries (több, mint száz nyelv szlengjének online gyűjteménye)

### A magyar szlengről
- Hogymondom – magyar szleng szótár, ahol ma használatos különböző csoportok szlengjei magyarázatokkal együtt megtalálható
- Napiszleng.hu – Az online közösségi szlengszótár
- Szlengblog
- Népszótár

### Idegen nyelvek szlengjeiről
Angol
- Londonslang
- Urbandictionary
- Street Drug Slang Dictionary
- Australian Slang Archiválva 2007. március 8-i dátummal a Wayback Machine-ben

Eszperantó
- Slango kaj Ĵargono (eszperantó nyelven). [2002. szeptember 7-i dátummal az [ eredetiből] archiválva]. (Hozzáférés: 2008. augusztus 18.)

Észt
- Mai Loog: Esimene Eesti Slängi Sõnaraamat
- Slang.ee – Online slängisõnastik Archiválva 2011. október 16-i dátummal a Wayback Machine-ben

Finn
- Stadin Slangi ry
- SlangiNet

Francia
- Le dictionnaire d'argot et du français familier Archiválva 2008. szeptember 12-i dátummal a Wayback Machine-ben
- Argot – French Slang Archiválva 2006. október 30-i dátummal a Wayback Machine-ben
- Dictionnaire Argot français
- Argot français pour les allemands (francia argó – németül

Ír
- Irish Slang

Jamaicai
- Glossary of Jamaican Reggae-Rasta words, expressions, and slang

Japán
- The Japanese Slang Jisho

Lengyel
- Słownik polskiego slangu tworzony przez Internautów
- Slang młodzieżowy Słownik internetowy

Német
- Atlas zur deutschen Alltagssprache (AdA) Archiválva 2006. szeptember 8-i dátummal a Wayback Machine-ben

Orosz
- Блатной словарь Archiválva 2006. november 13-i dátummal a Wayback Machine-ben
- Словарь молодежного сленга
- The Soldier Slang of Afghan War Veterans of 1979–1989

Spanyol
- Diccionarios de variantes del español Archiválva 2006. november 9-i dátummal a Wayback Machine-ben

## A magyar szleng szakirodalma

### Bibliográfiák
- A magyar szótárak és nyelvtanok könyvészete. Összeállitotta Sági István. (Magyar Nyelvtudományi Társaság Kiadványai 18. sz.) Budapest, 1922. (Diák- és tolvajnyelvi szótárak: 38)
- A magyar nyelvű kriminalisztikai szakirodalom bibliográfiája. Budapest, 1956. (Tolvajnyelv. Bűnözők titkos jelei: 88–9)
- A magyar szaknyelvkutatás bibliográfiája. Szerk. Csörögi István–Nagy Ferenc. (Nyelvtudományi Dolgozatok 31. sz.) Budapest, 1980.
- Kis Tamás, A magyar szlengszótárak. Magyar Nyelvjárások 32 (1995): 79–94.
- Kis Tamás, A magyar szlengkutatás bibliográfiája.[halott link] (A Debreceni Kossuth Lajos Tudományegyetem Magyar Nyelvtudományi Intézetének Kiadványai 68. sz.) Debrecen, 1996. ISBN 963-472-079-X

### A szlengkutatás elméletéhez
- Magyarországon a szlengkutatás elméletével a debreceni Kossuth Egyetemi Kiadó által megjelentetett Szlengkutatás Archiválva 2006. október 1-i dátummal a Wayback Machine-ben sorozat foglalkozik elsősorban. Ennek eddig megjelent kötetei:

1. A szlengkutatás útjai és lehetőségei. Archiválva 2006. október 1-i dátummal a Wayback Machine-ben Szerk. Kis Tamás. Kossuth Egyetemi Kiadó, Debrecen, 1997. ISBN 963-472-181-8
2. Vlagyimir Jelisztratov: Szleng és kultúra. Archiválva 2006. október 1-i dátummal a Wayback Machine-ben Kossuth Egyetemi Kiadó, Debrecen, 1998. ISBN 963-472-296-2
3. Mi a szleng? (Tanulmányok a szleng fogalmáról). Archiválva 2006. október 1-i dátummal a Wayback Machine-ben Szerk. Fenyvesi Anna, Kis Tamás, Várnai Judit Szilvia. Kossuth Egyetemi Kiadó, Debrecen, 1999. ISBN 963-472-435-3
4. A szlengkutatás 111 éve. Archiválva 2006. október 1-i dátummal a Wayback Machine-ben Szerk. Várnai Judit Szilvia és Kis Tamás. Kossuth Egyetemi Kiadó, Debrecen, 2002. ISBN 963-472-631-3

### A magyar szleng elméleti kérdéseivel foglalkozó fontosabb írások
- Bárczi Géza (1931–1932): A „pesti nyelv”. Magyar Nyelv, 27: 228–42, 284–95, 28: 85–96 = Bárczi Géza (1932): A „pesti nyelv”. A Magyar Nyelvtudományi Társaság Kiadványai 29. sz. Budapest.
- Kis Tamás (1997): Szempontok és adalékok a magyar szleng kutatásához. In: Kis Tamás (szerk.), A szlengkutatás útjai és lehetőségei. (Szlengkutatás 1). Debrecen. 237–96.
- Szabó, Dávid (2004): L’argot des étudiants budapestois. (Analyse contrastive d’un corpus d’argot commun hongrois. (Bibliothèque finno-ougrienne 13). Paris. ISBN 2-7475-6346-4